# Historia de Oaxaca
Oaxaca es un estado de los Estados Unidos Mexicanos. Buena parte de su historia estuvo dominada por las civilizaciones zapoteca y mixteca, seguidas por la colonización española y, posteriormente, por su independencia como parte de los actuales de  México

## Época Prehispánica

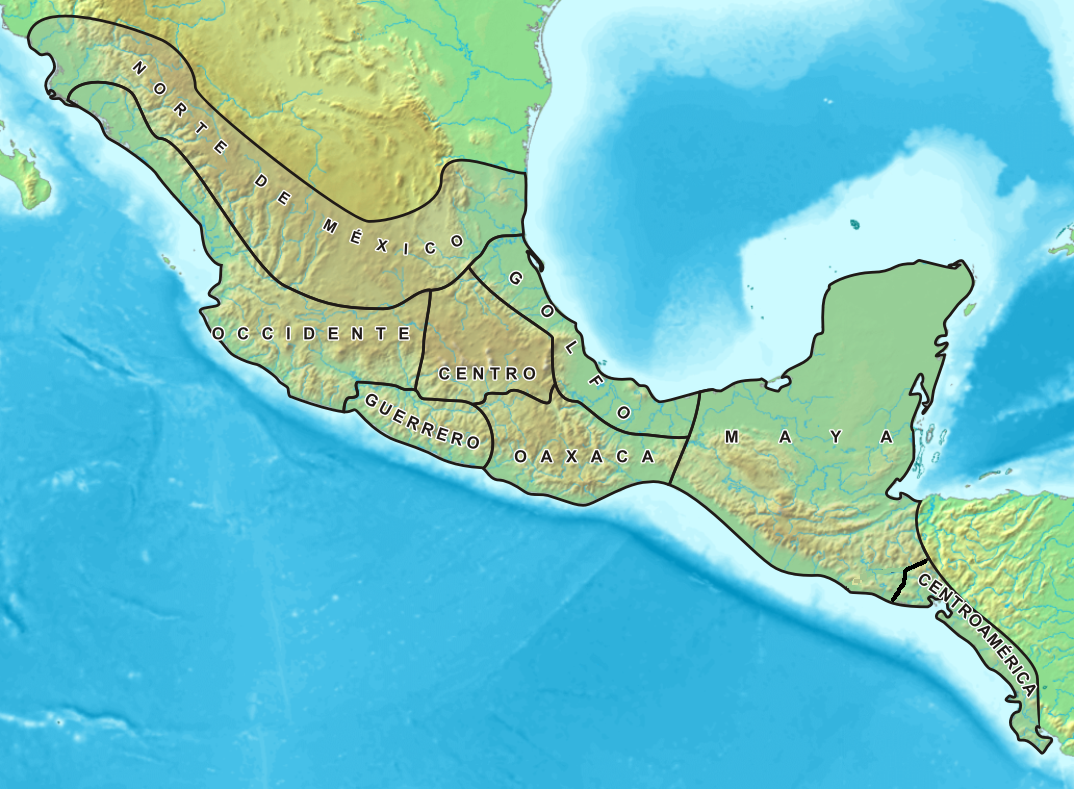
Oaxaca es una de las áreas culturales de Mesoamérica.

La presencia del hombre en Oaxaca se remonta a unos 11 500 años. El ser humano ha dejado en Oaxaca muestra de su presencia en lugares como la cueva Guilá Naquitz, cerca de Mitla, donde se encontraron mazorcas de maíz, datadas cerca de los 6000 años de antigüedad. En Yagul, específicamente en la meseta Caballito Blanco se han hallado pinturas rupestres relacionadas con grupos nómadas ligados a los primeros pobladores del valle de Oaxaca. Numerosas aldeas con la capacidad de generar piezas avanzadas de alfarería ya existían en el año 1200 a. C. especialmente en la región de la laguna Zope.
Oaxaca se afuera dentro de Mesoamérica, región americana cuyas civilizaciones comparten ciertas características en común, se desarrollaron principalmente dos grandes civilizaciones, que si bien comparten muchas características, compitieron siempre por la dominación de Oaxaca, la primera de ellas, el Imperio zapoteca, floreció en el área de Monte Albán a partir del año 900 a. C. hasta su derrota en el año 1300 a manos del Imperio Mixteco, el cual a su vez permanecería en el sitio hasta su derrota por parte de los conquistadores españoles.

### Etapas de desarrollo
El arqueólogo Marcus Winter señala las siguientes etapas de desarrollo de la civilización oaxaqueña:
1. Etapa de agricultura (9400 a 1500 a. C.)
2. Etapa de villas o pueblos (1500 a 500 a. C.)
3. Etapa urbana (500 D. C. a 750 d. C.)
4. Etapa de ciudades-estado (750 a 1521 d. C.)

### Zapotecas

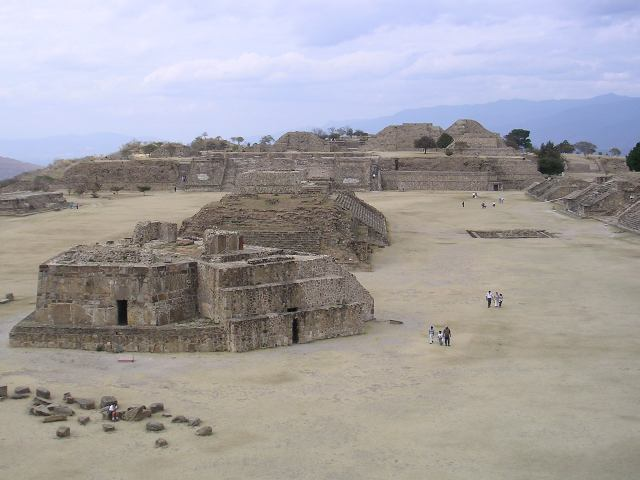
Ruinas de Monte Albán.

Poco se sabe sobre el origen de los zapotecas. A diferencia de la mayoría de los indígenas de Mesoamérica, ellos no tenían ninguna tradición o leyenda sobre su migración, sino que creían que nacieron directamente de las rocas, árboles, y de los jaguares.
Una de las posibles teorías acerca del origen de los zapotecas, es la relatada por el padre Francisco De Burgoa, y el padre José Antonio Gay autor de "Historia de Oaxaca" donde aseguran que los Zapotecos Se establecieron primitivamente en Teotitlan del Valle, noticia que recibió de antiguas tradiciones y pinturas que apoyan con el respecto, del cual quizá hubo una movilización de una parte de la población a lo que sería el actual valle de Etla. Esos primitivos habitantes en Teotitlan del Valle pudieron haber sido grupos olmecas en busca de nuevos territorios.*
Las primeras manifestaciones de los zapotecas es el centro ceremonial de San José Mogote, una aldea ubicada en el valle de Etla, uno de los Valles Centrales de Oaxaca. La aldea de Mogote (cuyo nombre original es desconocido) fue la más importante de las que se establecieron en la región, y tuvo su mayor apogeo hacia el final del Período Preclásico Temprano. Mogote era una aldea zapoteca de agricultores, que controlaba la región central de Oaxaca y mantenía relaciones con el área olmeca. Su declinación está claramente asociada con la construcción de Monte Albán, ciudad que fue contemporánea a Teotihuacán y las grandes ciudades mayas en el sureste.
Monte Albán se fundó alrededor de los años 500 a. C. al 100 a. C., y rápidamente adquirió una enorme importancia política y económica en la región. Durante el Período Clásico es cuando alcanza su mayor crecimiento. Monte Albán recibe influencias teotihuacanas y mayas. Aproximadamente durante los años 200 d. C. al 600 d. C. Monte Albán alcanza su máximo auge, siendo la ciudad -capital del imperio Zapoteca- más importante de la región, contando con cerca de 40 000 habitantes en los 20 km² cercanos al centro ceremonial.
A partir del año 800 a. C. y de forma gradual, Monte Albán pierde importancia hasta el año 1325 d. C. cuando los mixtecos, provenientes del norte, invaden el valle de Oaxaca y la ocupan junto con la ciudad de Mitla.
Los zapotecas capturaron Tehuantepec. Para la mitad de siglo XV, los zapotecas y mixtecas lucharon para evitar que los mexicas ganaran el control de las rutas comerciales hacia Chiapas, Veracruz y Guatemala. Bajo el mando de su gran rey, Cosijoeza, los zapotecas soportaron un largo sitio en la montaña rocosa de Giengola, manteniendo la vista sobre Tehuantepec, y manteniendo con éxito la autonomía política mediante una alianza con los mexicas hasta la llegada de los españoles

### Mixtecas
Contemporáneos a los zapotecas que poblaron el valle de Oaxaca, los mixtecos se desarrollaron en la parte occidental del estado, llegando a vivir también en las regiones poblanas y guerrerenses próximas a Oaxaca. La orografía del terreno mixteco impidió que se conformara un reino unificado, por lo que la organización mixteca se desarrolló en forma de señoríos independientes. Aun así, la nación mixteca —si bien no unificada del todo— poseía una identidad sociocultural bien definida. Frecuentemente se unían para hacer la guerra con los mexicas y los zapotecas.
La palabra mixteco proviene del vocablo Mixtecapan, que en la lengua náhuatl de los aztecas significa el pueblo de Nube. Los mixtecos, sin embargo, se llaman Nuu Savi en su lengua natal, que en español significa pueblo de lluvia. El lenguaje mixteco es llamado como Sa'an Ndavi, aunque en años recientes ha crecido un movimiento por cambiar el nombre a Tu'un Savi, esto, por Sa'a Ndavi quiere decir lengua pobre literalmente, mientras Tu'un Savi es palabra de lluvia.

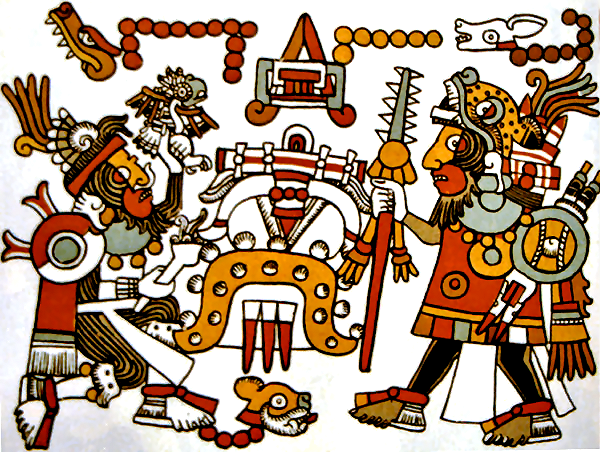
El Señor Ocho Venado (derecha) recibe la visita de 4 Jaguar.

Existen muy pocos datos sobre el origen de los mixtecos, los restos más antiguos encontrados en la Mixteca están datados alrededor del 6000 a. C. los expertos han dividido el desarrollo mixteco en tres épocas, próximas al horizonte cultural del resto de Mesoamérica (Preclásico, Clásico y Posclásico).
El primer periodo es llamado “Fase Cruz” (correspondiente con el preclásico), se funda la primera ciudad mixteca: Montenegro, de donde solo se han obtenido cerámica y una espátula tallada en un hueso de jaguar. Durante la “Fase Ramos” (correspondiente con el Clásico) se desarrolla la ciudad de Yucuñudahui.
El héroe guerrero mixteca 8 Venado a mediados del siglo XI comienza una exitosa campaña de unificación de las ciudades-estado, creando así el Imperio mixteca.
La cultura mixteca alcanza su máximo esplendor en la “Fase Flores”, cuando Monte Albán es invadido y Mitla se sitúa como la ciudad más importante del imperio mixteca. Hacia 1458 los mexicas inician campañas expansionistas bajo los reinados de Tízoc, Ahuízotl y Moctezuma y con ello la decadencia de los mixtecos, que ocupaban hasta Tuxtepec y la Mixtequilla En 1521 una vez conquistada la región mexica, Hernán Cortés comisiona a Pedro de Alvarado para llevar a cabo las conquistas de los territorios del Sur, la Mixteca es invadida por Francisco de Orozco dando fin al floreciente Imperio mixteca e iniciando el periodo conocido como la colonia. Su historia ha llegado a nosotros gracias a los códices, ya que los mixtecos, a diferencia de los zapotecas, si llevaban un registro escrito de su historia.

## Nueva España

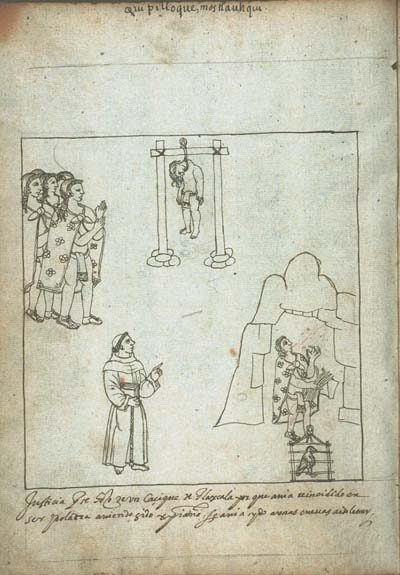
Lienzo Tlaxcala, Texto al pie del lienzo: "Justicia que se hizo de un cacique de Tlaxcala porque había reincidido en ser idólatra, habiendo sido cristiano[...]".

### La Conquista
Tal y como sucedió en el resto de México, las tropas españolas conquistaron la región de Oaxaca aprovechando las enemistades locales, forjando alianzas con Mixtecos y Zapotecos contra los Mexicas. La conquista militar del estado inició al norte, se llevó a cabo en relativa paz, siendo los pueblos de las Sierras (Zapotecos y Mixes principalmente) los que opusieron mayor resistencia. Las poblaciones indígenas fueron diezmadas por la viruela. Huaxyacac cayó en diciembre de 1521. En la sierra norte, el pueblo Mixe nunca pudo ser conquistado militarmente, dada las condiciones montañosas del terreno, ni siquiera los Aztecas o Zapotecas pudieron, años antes conquistar sus territorios, por lo que los españoles iniciaron otro proceso de conquista: La Evangelización.

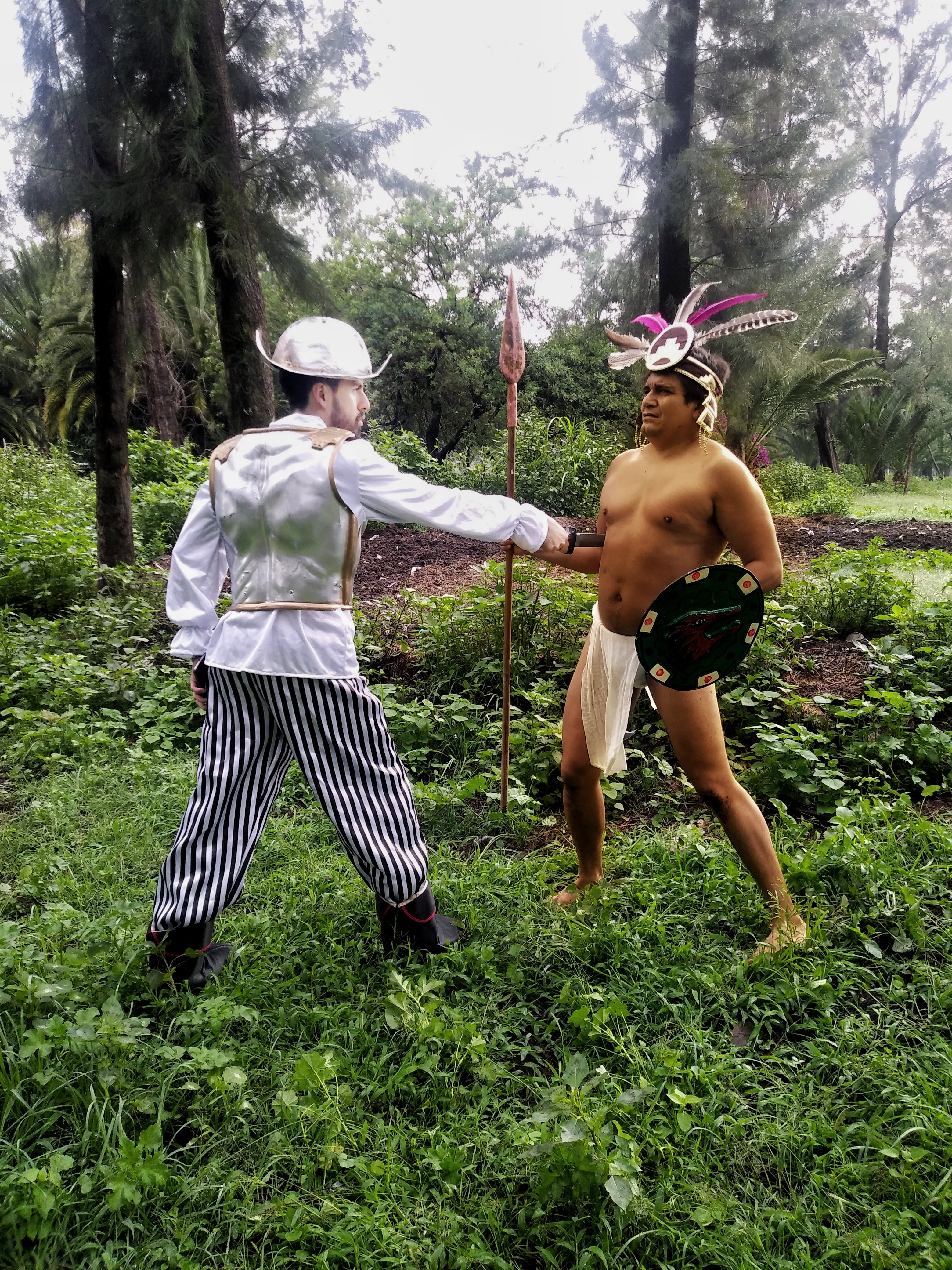
Recreación de una batalla entre un indígena y un conquistador.

Es importante señalar que la conquista de la Sierra por parte de los españoles, tuvo características muy especiales, que hicieron de esta, uno de los episodios más brutales y prolongados del siglo XVI, pues debido en parte, a la ferocidad de su resistencia, que les permitió evadir el control español hasta mediados de 1550, recibieron un trato despiadado y brutal por parte de los españoles, quienes estaban convencidos de que por lo aislado del territorio, podían emplear los medios que quisieran, sin represalia alguna. Pueblos mixes y zapotecos fueron atacados sin provocación alguna, causando la muerte de cientos de indígenas. Otros tantos, en su mayoría macehuales libres eran marcados con hierros candentes. Los caciques y principales que no obedecían las órdenes eran ahorcados, quemados o lanzados a los perros. Algo que caracterizó la conquista de la Sierra fue el uso de perros como medio de defensa y para torturar y dar muerte a los indígenas rebeldes. Según Antonio de Herrera y Tordesillas, los indígenas, les tenían más miedo a los perros que a los hombres armados. Se dice que Gaspar Pacheco llegó a usar lebreles para que mataran y devorarán a los mixes y que sus perros vigilaban constantemente el pueblo de Villa Alta.
De una importancia igual o superior a la conquista militar, la evangelización de los pueblos indígenas recayó en manos de los Frailes dominicos, quienes mandaron construir, con mano de obra esclava de origen indígena, numerosos templos iglesias y conventos, principalmente en la recién fundada Ciudad de Antequera, Yanhuitían y Cuilapan. El Convento de Santo Domingo de Guzmán en Oaxaca se convirtió en el núcleo religioso del estado.
Para introducir la religión cristiana a los pueblos recién conquistados, los frailes dominicos amoldaron creencias indígenas a creencias cristianas, aprendieron sus idiomas y tradujeron escritos religiosos. Para acelerar el proceso de evangelización, los frailes quemaron códices y destruyeron templos, en un intento de hacer olvidar a los indígenas sus antiguas costumbres.

### La Colonia
Conservando la estructura jerárquica de los pueblos indígenas los españoles lograron mantener el control de la población recién conquistada. El nuevo gobierno implementó en todo el país el sistema de haciendas, un sistema muy parecido al feudalismo medieval. En el centro y norte de México se explotó principalmente el oro y la plata, pero en Oaxaca, al carecer de minas de importancia, la explotación se enfocó a un recurso igualmente importante: la grana cochinilla.
La grana cochinilla es un insecto, parásito del nopal del cual se extrae un tinte rojo. La producción de grana solo se vio superada por la de la plata, impulsando el desarrollo económico de la región, eran tan importantes que las ropas del Papa se teñían con este tinte.
En la Mixteca y el valle la ganadería fue otra actividad económica altamente implementada.
El sistema de haciendas hacia que la distribución de la riqueza se concentrara casi únicamente en los peninsulares, los pobres eran cada vez más pobres y los ricos más ricos.
La muerte de muchos indígenas a causa de las epidemias obligó a los españoles a traer esclavos negros de África, algunas poblaciones de origen africano aun viven en la costa Oaxaqueña.
Para inicios del siglo XIX la población indígena se hallaba sumida en la miseria, lo que, sumado a los descontentos de los criollos (los cuales poseían menos derechos que los españoles peninsulares), la reciente independencia de las 13 colonias y la invasión napoleónica a España motivaron el alzamiento en armas del pueblo, dando fin a casi 300 años de explotación y sumisión indígena.

## México Independiente

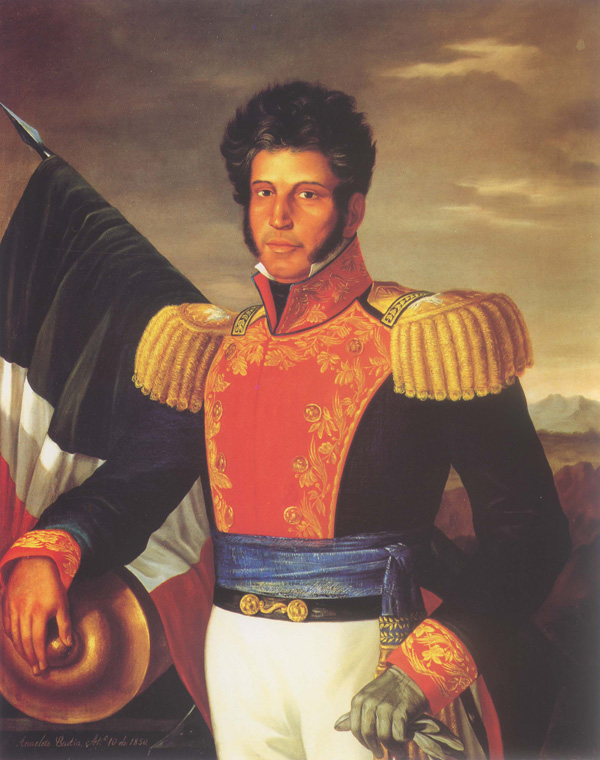
Vicente Guerrero Héroe de la Independencia de México combatió en Oaxaca.

## México Independiente (sigloXIX)

### La guerra de Independencia
Descubiertos los planes de conspiración para iniciar una guerra de independencia en diciembre de 1810, los insurgentes se ven obligados a adelantar el inicio de la contienda. La primera chispa revolucionaria se detonó en Dolores Hidalgo, Guanajuato la madrugada del 16 de septiembre, convocada por el cura Miguel Hidalgo. La lucha armada se extendió rápidamente por todo el país y fue José María Morelos y Pavón el encargado en seguir el movimiento independentista a las regiones del sur.

### Primer Imperio e Intervención Norteamericana

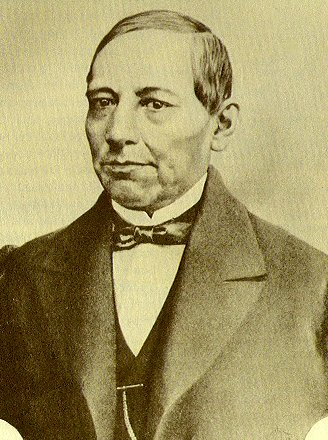
Benito Juárez, presidente de México y figura destacada en el.

Después de pactar Agustín de Iturbide la Independencia de México, se crea el Primer Imperio Mexicano según lo estipulado en el Plan de Iguala y Tratados de Córdoba. Se instituye la regencia, con Iturbide como presidente de ella, y se convoca al primer Congreso constituyente. Ante la negativa de España de aceptar la independencia mexicana, y con ello su rechazo a enviar un monarca para gobernar México según lo estipulado en los Tratados, Iturbide es aclamado Emperador por el pueblo y el ejército, y electo como tal por el congreso, siendo ratificada la elección tres días después, donde se le da el carácter de emperador vitalicio y hereditario. Ante la morosidad del congreso en crear una constitución, sin la cual es imposible que el emperador entre correctamente en funciones, y luego de un intento de golpe de Estado por parte de algunos miembros del congreso, Iturbide disuelve el órgano e instituye uno más pequeño, compuesto de algunos integrantes del congreso anterior.
Varios líderes que habían declarado lealtad a emperador e imperio, entre ellos Guerrero, se opusieron a la creación de este nuevo órgano, en Oaxaca el general Antonio de León, antiguo aliado de Iturbide, se opuso al emperador y junto a Nicolás Bravo tomo la ciudad de Oaxaca. En 1824 José María Murguía fue nombrado gobernador del Estado Libre y soberano de Oaxaca, establecida dentro los Estados Unidos Mexicanos. Una nueva nación había nacido.
En 1824 se redactó la primera constitución política de México, que establecía entre otras cosas que la República poseía 19 estados y cinco territorios. En Oaxaca la constitución estatal fue publicada el 10 de enero de 1825, dividiendo al territorio en ocho departamentos: Oaxaca, Villa Alta, Teotilán de Camino, Teposcolula, Huajuapan, Tehuantepec, Jamiltepec y Miahuatlán.
Durante el gobierno del primer presidente de la república al cargo de Guadalupe Victoria el país se mantuvo en cierta calma, pero poco a poco, las diferencias entre liberales y conservadores se acentuaban. En Oaxaca muchos gobiernos intentaron establecer el orden. Cuando Antonio López de Santa Anna subió al poder fue apoyado por Antonio de León, en 1842 fue nombrado gobernador del estado.
En 1846 estalló la invasión estadounidense y aunque el conflicto armado no alcanzó directamente al estado de Oaxaca, durante ese periodo el país invasor centro su vista en el Istmo de Tehuantepec. El ministro James Buchanan demandó el libre tránsito de ciudadanos, tropas y mercancías por el Istmo a través de una vía Interoceánica. El proyecto nuca fue terminado.
Oaxaca envió al Batallón de la Patria bajo el mando del general Antonio de León, entrando en acción el 18 de septiembre de 1847 en la Batalla de Molino del Rey en la Ciudad de México, donde murió.

### La Guerra de Reforma
Benito Juárez nació en San Pablo Guelatao Oaxaca, el 21 de marzo de 1806, trabajó como peón del campo y como pastor de ovejas hasta la edad de 12 años, cuando se fue a la ciudad de Oaxaca con la intención de estudiar y tener un mejor nivel de vida. Cuando llegó a la ciudad, Juárez no sabía leer ni escribir, y solo hablaba zapoteco.
En Oaxaca tenía una hermana que servía como cocinera, quien lo recibió y lo inició como trabajador doméstico. Un terciario franciscano, de nombre Antonio Salanueva, se impresionó con la inteligencia de Benito y su facilidad para el aprendizaje, y lo ayudó a ingresar en el seminario de la ciudad. En el cual inició sus estudios, aunque se inclinó más por el Derecho que por la Teología.
Termina la guerra de intervención norteamericana y el país pierde casi la mitad de su territorio. En octubre de 1847 Juárez es elegido gobernador y realiza obras de desarrollo para la entidad. Al triunfar la Revolución de Ayutla, fue designado nuevamente gobernador. Al momento de nacionalizarse los bienes eclesiásticos, en Oaxaca, la Iglesia católica contaba con 814 fincas urbanas y 367 haciendas.
Molestos por la pérdida de territorio y el gobierno dictatorial y centralista de Santa Anna, los liberales promulgaron el Plan de Ayutla. Apoyado por guerrillas de varios lugares, el movimiento triunfó y promulgó la Constitución de 1857
La situación llegó a ser delicada, tanto que este primer Congreso Constitucional, que había elegido a Comonfort presidente de la República y a Benito Juárez presidente de la Suprema Corte de Justicia, confirió al Ejecutivo facultades extraordinarias para gobernar. El tenor de los hechos impidió incluso que se respetaran los artículos constitucionales relativos a las garantías individuales en tanto continuara la inestabilidad, la cual más que disminuir aumentó en una de las guerras más cruentas del país.
La guerra estalló y durante los tres años que duraron los combates, Oaxaca desempeño un papel fundamental en la contienda. En apoyo al gobierno liberal, el gobernador José María Díaz Ordaz publicó un decreto donde Oaxaca se separaba temporalmente de la república. Los combates se agudizaron y la guerra llegó a la ciudad de Oaxaca, que callo en 1859, el gobierno liberal se trasladó a Ixtlán. El contraataque liberal se realizó bajo el mando de gobernador Díaz Ordaz y Porfirio Díaz. La batalla de Santo Domingo del Valle abrió las puertas a las tropas liberales para recuperar la ciudad de Oaxaca en 1860.

### Intervención Francesa y Segundo Imperio

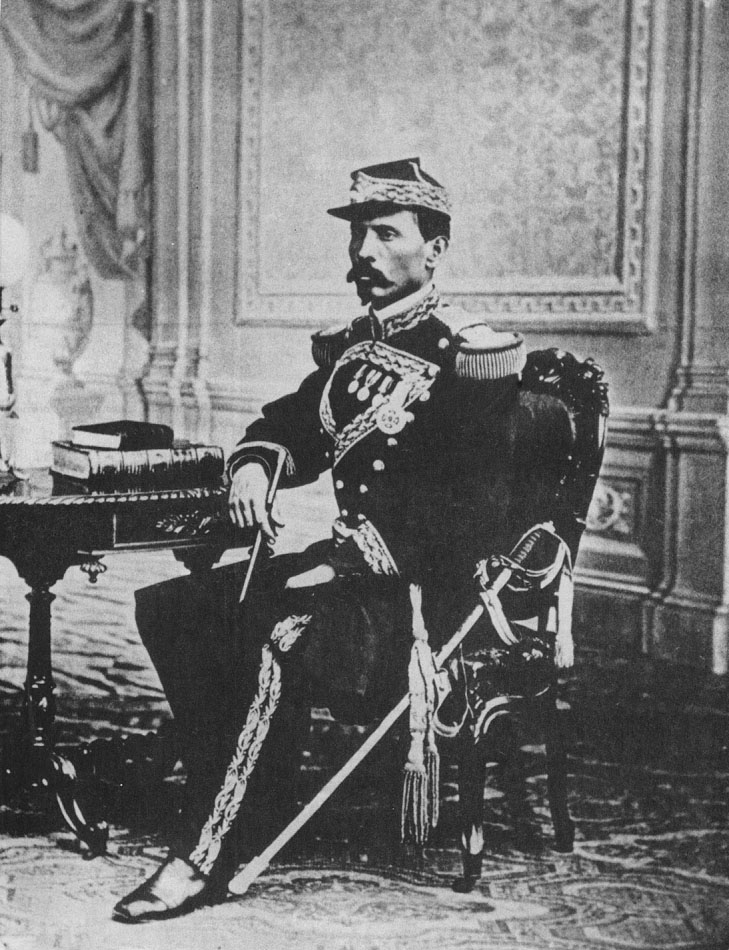
Porfirio Díaz, Héroe de la Guerra de Reforma, combate a los franceses en numerosas ocasiones.

El siglo XIX en México se caracterizó por la sucesión casi ininterrumpidas de conflictos bélicos. Al terminar la guerra de reforma y con una república federal, el país no podía continuar pagando la deuda externa, por lo que el gobierno del presidente Juárez cesó el pago de esta. España, Francia e Inglaterra encontraron el pretexto idóneo para intervenir en los asuntos mexicanos. Para enero de 1862 ejércitos de las tres potencias europeas desembarcaron en territorio mexicano. Comprendiendo los españoles e ingleses la situación económica de la república retiran sus tropas, solo el ejército de Napoleón III permanece en suelo mexicano, avanzando hacia la capital del país. Al intentar entrar en la ciudad de Puebla el ejército republicano al mando del General Ignacio Zaragoza y apoyado por el Oaxaqueño Porfirio Díaz, derrotaron a los franceses el 5 de mayo de 1862 en la Batalla de Puebla.
En 1864 el ejército francés invade Oaxaca a través de la Mixteca. El Mariscal Aquiles Bazaine al mando de seis mil soldados franceses se enfrentó a las fuerzas mexicanas a la orden de Díaz, a pesar de oponer resistencia las tropas nacionales caen y Oaxaca es ocupada por los franceses. Díaz fue capturado y llevado prisionero a Puebla.  El 28 de mayo de 1864 entra en México Maximiliano de Habsburgo, quien había sido persuadido por los conservadores mexicanos para establecer el Segundo Imperio Mexicano.
La Ciudad de Oaxaca permaneció en manos de los franceses durante dos años, en el Istmo los juchitecos leales a la república seguían ofreciendo resistencia, el mariscal Bazaine se encaminó hacia Juchitán con la intención de invadir Chiapas, al mando de dos mil soldados franceses y austriacos que se enfrentaron a una fuerza de 500 soldados juchitecos, que, ayudados por los campesinos de los pueblos vecinos, armados con machetes arremeten contra el ejército francés derrotándolo el 5 de septiembre de 1866.
Díaz consigue escapar de su confinamiento en Puebla y regresa a Oaxaca donde derrotan a tres mil hombres el 3 de octubre de 1866 en la Batalla de Miahuatlán, confiscando material de guerra.
Un mes después el general Díaz junto con 300 hombres de la Mixteca y de la Costa a su cargo establece en Tamazulapan su cuartel, al cual se le une el general mixteco Ignacio Vásquez junto con otros 300 soldados. Organizados y reagrupando fuerzas vencen a los franceses nuevamente en la Batalla de la Carbonera. Díaz emprendió su camino hacia la capital del estado, que seguía en manos de los franceses. El General Díaz marchó hacia Oaxaca, llevando como vanguardia una columna de prisioneros extranjeros, lo que confundió al ejército invasor apostado en la ciudad, advirtiendo su error tardíamente la ciudad de Oaxaca es entregada al General Díaz. El 2 de abril de 1867 Díaz derrotó al General Noriega en Puebla, recuperando la ciudad e inclinando la balanza a los Republicanos, esta vez definitivamente.
El gobierno conservador colapsa y Maximiliano es capturado, enjuiciado y fusilado junto a los generales Miramón y Mejía, poniendo fin a cinco años de ocupación francesa.
Restaurada la república, el gobierno itinerante de Benito Juárez vuelve a tomar las riendas del país. Juárez había gobernado la nación durante todo este tiempo. Durante el gobierno posterior a la Intervención hubo varios levantamientos, entre ellos el del general Porfirio Díaz, quien, promulgando el Plan de la Noria se rebela contra el presidente en 1871, la rebelión es sofocada por el general Ignacio Alatorre. Menos de cuatro meses le llevó sofocar la rebelión. El 18 de julio de 1872 muere el presidente Juárez a causa de una angina de pecho y Díaz renuentemente acepta una amnistía propuesta por el Gobierno Federal.
En 1876 cuando Sebastián Lerdo de Tejada pretendió reelegirse para un segundo término, Díaz se levantó contra él mediante la Revolución de Tuxtepec, logrando en ese mismo año el triunfo militar y meses después, mediante una votación arreglada, la presidencia de la república, dando comienzo al periodo en la Historia de México conocido como el Porfiriato

## SigloXX

### Porfiriato y Revolución mexicana

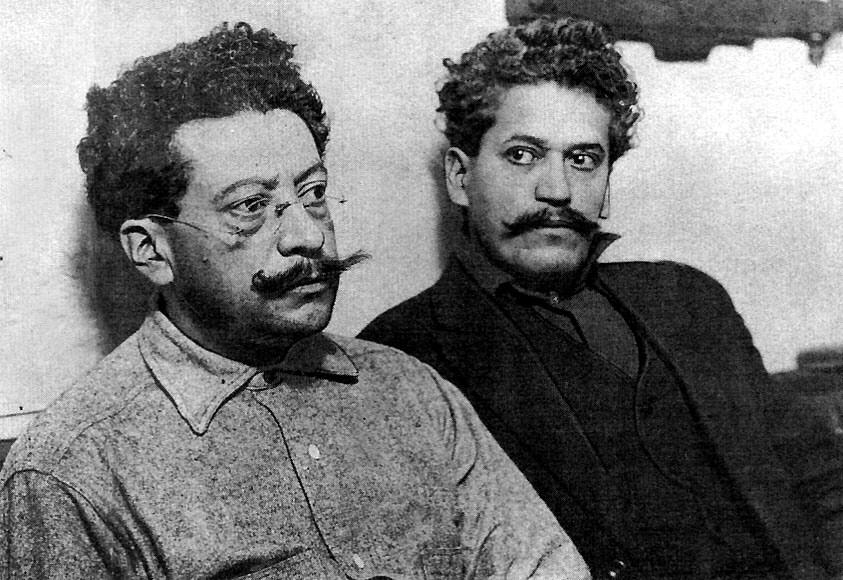
Ricardo y Enrique Flores Magón, oaxaqueños ideólogos de la revolución mexicana.

Oaxaqueño de nacimiento, Porfirio Díaz realizó numerosas obras de infraestructura: creó el alumbrado público de petróleo en la capital del estado, se cablearon cientos de kilómetros de líneas de telégrafo, se construyeron vías de ferrocarril (De Coatzacoalcos a Salina Cruz y de Puebla a Oaxaca), se construyó la Escuela Normal e impulsó el comercio construyendo el Mercado de Oaxaca.
Perfilándose como un candidato antirreeleccionista finaliza en 1880 su primer período como presidente. Arregló las elecciones para que Manuel González fuera elegido presidente, él era compadre del general. Porfirio Díaz ocupó la gubernatura estatal, asumiendo el cargo por dos años. En 1884 Díaz ocupa nuevamente la silla presidencial.
Con la paz y el orden propios de una Dictadura el país prosperó. Sin embargo, hubo en México y en Oaxaca problemas y descontentos sociales que germinaron en la Revolución.
Al igual que las haciendas durante la colonia y los feudos medievales, durante el porfiriato se implementaron los latifundios y las tiendas de raya; Valle Nacional, fue ejemplo claro de la situación que se vivía en México. Localizado cerca de Tuxtepec era propiedad de aristócratas mexicanos y extranjeros, al se llevaban trabajares de todo el país, algunos traídos a base de engaños, otros prisioneros y otros simplemente secuestrados. La mano de obra esclava aumentó el poder de los ricos y sangró a los pobres. John Kenneth Turner, periodista estadounidense escribió en su libro México Bárbaro sobre la situación en Valle Nacional y en México.
Opositores y críticos al sistema, los oaxaqueños Flores Magón fundaron el periódico Regeneración, uno de los pocos medios impresos donde se atacaba directamente a la dictadura porfirista, esto les costó ser aprehendidos y procesados. La causa magonista ganó adeptos en todo Oaxaca, para finales de 1908 la gran mayoría se encontraba presa, algunos en San Juan de Ulúa

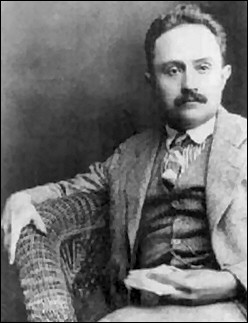
José Vasconcelos, filósofo Oaxaqueño, partidario de Madero.

Reaccionando ante las declaraciones del Presidente Díaz, en las que decía que México ya estaba listo para la democracia, Francisco I. Madero llamó a los mexicanos a organizar partidos políticos. En 1909 Madero, que había iniciado una gira por todo el país para difundir sus ideales, visitó la ciudad de Oaxaca. En Oaxaca, José Vasconcelos lo secundó. Faltando a su palabra, Porfirio Díaz se presenta como candidato a la presidencia en 1910 y mediante un fraude es declarado el vencedor a la edad de 80 años. Madero convoca ese mismo año, al Plan de San Luis, iniciando la lucha revolucionaria. En Oaxaca los primeros focos revolucionarios aparecen el 21 de enero de 1911 en Ojitlán, Tuxtepec, liderados por Sebastián Ortiz de tendencia magonista, tomaron el edificio municipal y confiscaron las armas que pudieron, se denominaron “Ejército Libertador Benito Juárez”. La expectación creció y los grupos poblanos y guerrerenses se unieron a los oaxaqueños en la costa y la mixteca. Manuel Oseguera y Baldomero Ladrón de Guevara, miembros del Partido Liberal Mexicano se levantaron en la Cañada, a ellos se le unieron otros revolucionarios. Los insurgentes oaxaqueños ocuparon para mediados de 1911 las principales localidades y querían que un gobernador antirreleccionista fuera nombrado.
Habiendo obtenido sólo fracasos en el terreno militar y en el plano de las negociaciones, Díaz renunció a la presidencia y abandonó el país en mayo de 1911.
En julio de 1911 Benito Juárez Maza gana a Félix Díaz las elecciones para gobernador del estado, comenzando su gobierno en septiembre de ese mismo año, su gobierno duró solo siete meses, en los cuales construyó escuelas y reglamentó la jornada de trabajado de los albañiles y de otros empleados.
Durante su gobierno, en Oaxaca, aparecieron simpatizantes de Emiliano Zapata, que demandaban la devolución de las tierras a los campesinos. Juárez Maza enfrentó a los simpatizantes del régimen en la región del Istmo, los rebeldes estaban dirigidos por el líder local “Che” Gómez el cual enfrentó al ejército federal en Juchitán
Traicionado Madero, y acosado por fuerzas rebeldes y porfiristas, renuncia al cargo de Presidente de la República, en Oaxaca la noticia fue celebrada con júbilo.
Madero, fue asesinado, junto a su vicepresidente José María Pino Suárez el 22 de febrero de 1913, Victoriano Huerta ocupó la presidencia, en Oaxaca el gobernador Miguel Bolaños Cacho aceptó el gobierno del usurpador Huerta.

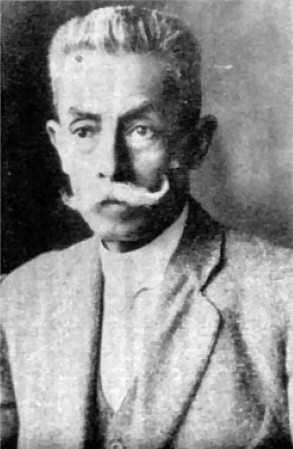
General Guillermo Meixueiro, Líder del Ejército Soberanista Oaxaqueño.

En Oaxaca surgieron grupos rebeldes en el istmo, también aparecieron en Tuxtepec, Pinotepa Nacional y La Mixteca, para 1914 estos últimos dominaban todo Silacayoapan.
Un grupo rebelde originario de la Sierra Juárez logró por la fuerza la renuncia del gobernador Bolaños Cacho, quien se había ganado el descontento del pueblo al aumentar los impuestos y cerrar escuelas elementales, Huerta en la capital, fue obligado a dimitir por el ejército constitucionalista liderado por Venustiano Carranza.
Fueron difíciles las relaciones entre el constitucionalista Carranza y los Oaxaqueños, principalmente porque los oaxaqueños eran considerados “enemigos de la revolución”, aunado a esto, en Oaxaca fue muerto el hermano de Carranza, Jesús Carranza, en la sierra Mixe. Los principales jefes “constitucionalistas” culparon al gobierno del estado, por considerar que esté protegía a los culpables.
En 1925 una plaga de langostas azoló las regiones de la Mixteca y los Valles Centrales. Los hacendados, ocultaron las reservas de cereales para venderlas a un mayor precio. En Oaxaca se desencadenaron epidemias de tifo y viruela.
En el resto del país, la revolución no seguía un orden estable, los aliados se peleaban entre sí. Carente de un gobierno federal, el gobernador José Inés Dávila apoyándose en la constitución liberal de 1857 “separó” a Oaxaca del resto de México. Así llegó a Oaxaca el gobierno conocido como “de la soberanía”, organizando un ejército, moneda y timbres postales propios, ajenos al resto del país, también se crearon nuevos distritos.
Las fuerzas carrancistas apostadas en Chiapas fueron comisionadas para tomar el estado, ocupando la capital del estado en marzo de 1916. las luchas continuaron en la Sierra Juárez y Sierra Sur. El 5 de febrero de 1917 fue decretada la nueva Constitución Política es los Estados Unidos Mexicanos, pero no fue hasta 1920, cuando los soberanistas cayeron totalmente que se reconoció la Constitución.
El gobierno de “la Soberanía” finalizó con la firma del tratado de Coateca Atlas, por parte del General Soberanista Guillermo Meixueiro y su homólogo carrancista Pablo González

## Actualidad

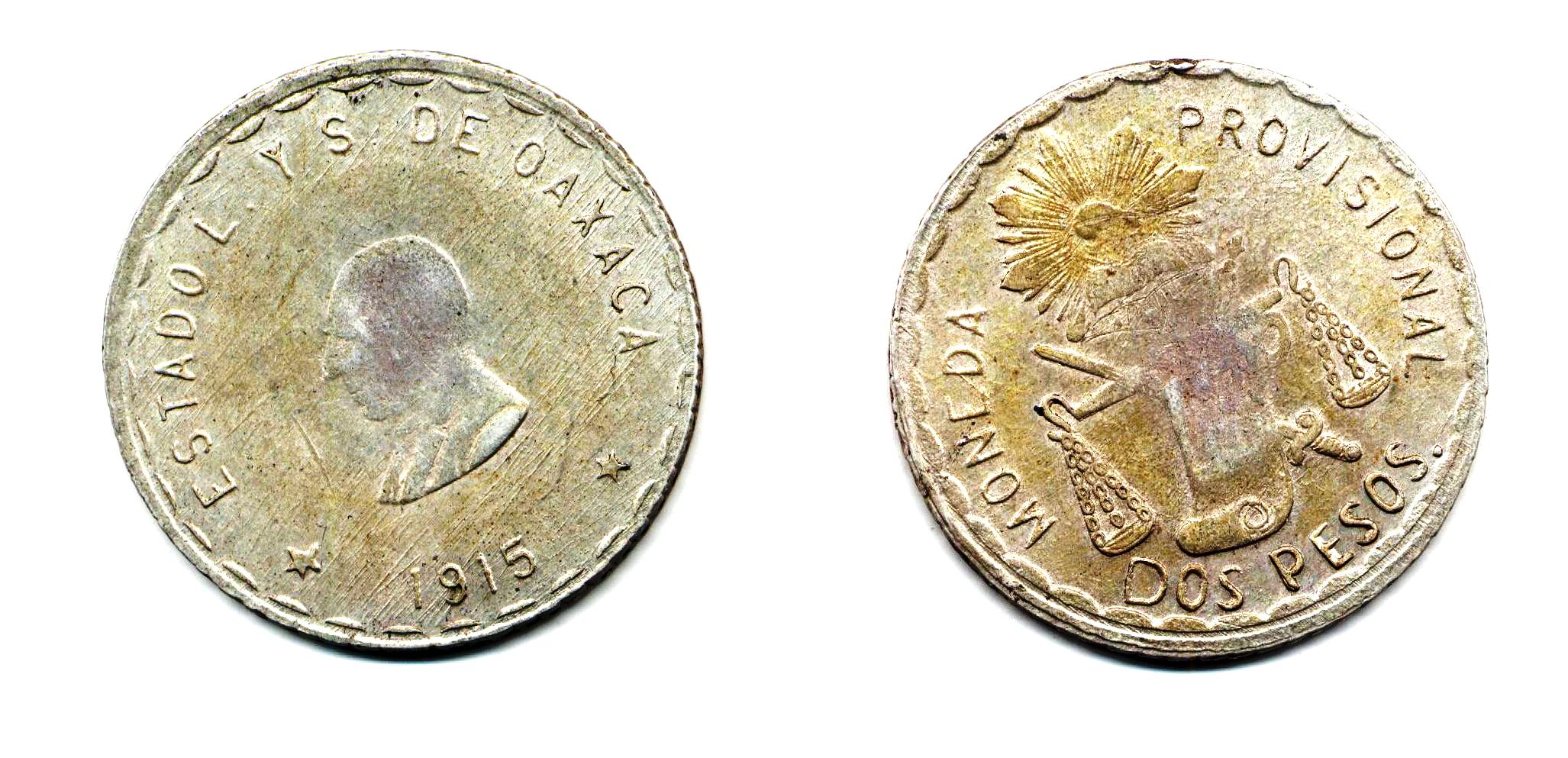
Moneda acuñada en Oaxaca en 1915.

El 22 de mayo de 2006 se inició una huelga de profesores que se acabó conociendo como el Conflicto magisterial de Oaxaca y que desembocó en una serie de protestas y en las reclamaciones de la Asamblea Popular de los Pueblos de Oaxaca donde el gobierno reprimió a maestros y estudiantes que se manifestaban.